# Миядзаки (префектура)
Миядза́ки (яп. 宮崎県 Миядзаки-кэн) — префектура, расположенная в регионе Кюсю на острове Кюсю, Япония. Площадь префектуры составляет 7735,99 км², население — 1 115 148 человек (1 августа 2014), плотность населения — 144,15 чел./км². Административный центр префектуры — город Миядзаки.

## Административно-территориальное деление
В префектуре Миядзаки расположено 9 городов и 6 уездов (14 посёлков и три села).

### Города
Список городов префектуры:
| - Кобаяси; - Кусима; - Миядзаки; | - Мияконодзё; - Нитинан; - Нобеока; | - Сайто; - Хюга; - Эбино. |

### Уезды
Посёлки и сёла по уездам:
| - Китамороката; - Мимата; - Нисимороката; - Такахару; - Хигасимороката; - Ая; - Кунитоми; | - Кою; - Каваминами; - Кидзё; - Нисимера; - Синтоми; - Таканабе; - Цуно; | - Хигасиусуки; - Кадогава; - Мисато; - Мороцука; - Сииба; - Нисиусуки; - Гокасе; - Такатихо; - Хинокаге. |

## Символика
Эмблема префектуры была выбрана 14 января 1912 года. Флаг был объявлен 22 декабря 1964 года. В его центре располагается стилизованный символ катаканы «ми» (яп. ミ).
22 декабря 1964 года выбрали цветок и птицу префектуры — кринум азиатский и японского длиннохвостого фазана. 3 сентября 1966 деревом избрали финиковую пальму канарскую, а 6 февраля 2003 года к ней добавились японская сакура (Prunus jamasakura) и оби-суги (яп. 飫肥杉).

## Города-побратимы
- Таоюань, Тайвань[5]